# Estandarte (jornal)
Estandarte: jornal de Mocidade tem  início em Março de 1941, dirigido por Luiz d'Avillez e Eduardo Freitas da Costa. Enquadra-se no contexto da criação da FNAT em Junho de 1935 - Federação Nacional para a Alegria no Trabalho, à qual se segue, por decreto-lei de 19 de Maio de 1936, a criação da Mocidade Portuguesa com o intuito de atrair para esta esfera a infância e a juventude, garante natural da perpetuação dos valores do regime. Os seus objetivos eram claros e abrangentes: "estimular o desenvolvimento integral da sua capacidade física, a formação do carácter e a devoção à Pátria, no sentimento da ordem, no gosto da disciplina, no culto dos deveres morais, cívicos e militares". Para este fim, e a par das atividades organizadas, surgiram várias publicações periódicas, de caráter lúdico e pedagógico, claramente empenhadas na propaganda do regime, tendo como alvo o público infanto-juvenil, como o caso de Estandarte.